# Tin Can Concert Presents: The Cinderella Overture by Rossini
Tin Can Concert Presents: The Cinderella Overture by Rossini é um desenho animado produzido pela Walter Lantz Productions em 1961 pela Universal Pictures, que foi lançado em 1 de outubro de 1961.

## Produção
Este desenho animado foi a produção U-137 da Walter Lantz Productions, pertencente à série Hickory, Dickory and Doc.

## Sinopse
Num beco repleto de gatos, Doc, o maestro, apresenta a abertura de La Cenerentola, de Gioachino Rossini. Mas a orquestra, coposta por gatos, desperta o pequeno rato que estava dormindo debaixo do maestro. O rato procura de toda forma ter seu silêncio de volta, mas dessa forma se envolve em muita confusão. Por fim é o rato que termina a apresentação, para alegria dos gatos do beco.